# سالومون کالو
سالمون کالو (به انگلیسی: Salomon Kalou) (زاده ۵ اوت ۱۹۸۵) بازیکن سابق فوتبال اهل کشور ساحل عاج است، وی تاکنون در تیم‌های ای‌اس‌ای‌سی میموزاز، فاینورد و چلسی، لیل و هرتابرلین بازی کرده‌است. وی  ۹۳ بازی ملی برای تیم ملی فوتبال ساحل عاج انجام داده و ۲۷ گل به ثمر رسانده است.

## افتخارات
چلسی
- لیگ برتر انگلستان (۱): ۱۰-۲۰۰۹
- جام حذفی فوتبال انگلستان (۴): ۰۷–۲۰۰۶، ۰۹–۲۰۰۸، ۱۰–۲۰۰۹، ۱۲–۲۰۱۱
- جام اتحادیه فوتبال انگلستان (۱): ۰۷-۲۰۰۶
- جام خیریه انگلستان (۱): ۲۰۰۹
- لیگ قهرمانان اروپا (۱): ۱۲-۲۰۱۱